# Úrsula Sebastián
Úrsula Giovanna Sebastián Rodríguez (Madrid, 1 de marzo de 1984), más conocida como Úrsula Sebastián, Úrsula Giovanna o simplemente como Giovanna, es una cantante, actriz y periodista española.

## Biografía
Nació el 1 de marzo de 1984 en Madrid. Desde que dio sus primeros pasos ya se recuerda cantando, bailando y escribiendo sus primeras canciones en las que, como poco, quería salvar a las ballenas (hasta que aparece ese chico que le vuela el corazón en mil pedazos y las ballenas dejan de ocupar sus letras…). Estudió y es licenciada en periodismo por la Universidad Complutense de Madrid.

## Trayectoria
Su trayectoria artística,comienza como presentadora del programa infantil “Ven Con Nosotros” en Telecinco España, con tan solo diez años. Presentaba los Power Rangers, también hizo promociones para Phoskitos y Cola Cao, durante su infancia. Pero cuando realmente empieza a destacar es a partir del año 2000. Cuando formó parte del grupo Tess, junto a Laura Pinto y Elsa Pinilla. Permaneció en el grupo hasta el año 2001, tras lo cual, dejó el grupo para emprender su carrera en solitario.

## Su etapa en Tess (2000-2002)
Durante el tiempo que estuvo en Tess, grabó su primer disco A Nuestra Edad con Columbia Records, del cual se vendieron más de 55 000 copias, obteniendo un disco de oro. También se editaron los remixes del primer sencillo del álbum «De Carne Y Hueso» Columbia Records realizado por los productores Pumpin' Dolls.
Así de una colaboración para el disco Al salir de clase,(2001) Universal Music Spain con tres temas «Libres», «Al salir de clase» y «Una línea en el cielo». Tras la grabación de este disco, en 2002, Úrsula abandonó el grupo para emprender su carrera en solitario.

## Su etapa en solitario (2002-2004)
Tras dejar el grupo Tess, Úrsula continuó trabajando en Columbia Records de la mano de los productores José Villar, Carlos Quintero y Robert Ramírez, donde graba los temas de lo que iba a ser su primer disco en solitario, pero que finalmente y tras la crisis que sufrió la industria musical, durante el año 2002, Columbia Records se deshizo de gran parte de sus artistas y el disco finalmente no se publicó. Durante los años del 2002 y 2003, Úrsula ofreció varios conciertos en algunos locales y salas de Madrid, presentando los temas de que iba a ser su disco, a todos sus fanes y seguidores. También durante ese tiempo se forma musicalmente en armonía, piano, informática musical y lenguaje musical en la “Escuela de Música Creativa” de Madrid. Lo que es fundamental para ella al ser compositora de sus temas. Aparte de seguir formándose como cantante, (comenzó cuando era una niña), continúa en la actualidad, con el prestigioso maestro de canto José María Sepúlveda. Úrsula cree que la forma en la que se “envasa” en este mundo es cantando y haciendo canciones.
Los títulos de los temas que grabó para lo que iba a ser su disco fueron:
- Chica 10
- Rehén
- Princesa Solitaria
- No quiero perderte
- Resucítame
- Kaos
- Por si sigo esperándote
- Ejército de besos
- Reza
- Como reloj en mi muñeca
- Invisible
- La suerte hará el resto
- Dame

Algunos de estos temas como Chica 10, Ejército De Besos y Princesa Solitaria pudieron oírse durante la emisión de la serie española Yo soy Bea (2006-2009) Grundy Producciones/Telecinco España.

## Su etapa como Giovanna (2004-presente)
En 2004, Úrsula se une a su hermano Víctor (DJ Vitti) DJ Oficial de la prestigiosa casa Supermartxé, junto con los productores Velarde y Luque, se convierte en la voz cantante del trío de productores, pasándose a denominar Giovanna como seudónimo artístico. En esta etapa producen temas como «Sunday At Heaven», «Serious Emotions», «Play This Song 2011» que se convierten en auténticos N.º 1 en las pistas de bailes, no sólo de nuestro país, sino de todo el mundo, llevándola a las capitales y ciudades más importantes del mundo como: Roma, Rímini, Marsella, París, Burdeos, Túnez, Dubrovnik, Moscú, Lisboa, Londres, Punta Cana, Bélgica, Kazajistán, y por todos los rincones de nuestro país. Ha pisado muchísimos escenarios con una de las sesiones más internacionales del panorama musical a nivel mundial: Supermartxé. Aunque su mayores éxitos los ha conseguido con este trío de productores, Úrsula no solo ha colaborado con ellos, ha grabado temas junto a otros productores de renombre como Robert Ramírez (Que ya había trabajado con ella en su etapa anterior) o su último tema donde ha colaborado con Javi Reina y Alberto Rousseau titulado <<Sunshine>>. También ha tenido el inmenso placer de colaborar en el disco de La Unión (banda) e incluso pudo actuar junto a ellos en dos ocasiones. Una el pasado 31 de mayo de 2013 en Madrid en la Sala Rock Kitchen, y la otra El 2 de junio de ese mismo año en la fiesta de la Fundación Once que tuvo lugar en la plaza de Colón en Madrid ante más de 100 000 personas.

## TV Y Otros Trabajos
Series

Papeles Esporádicos
- Hospital Central 1 capítulo titulado «Quince Años Tiene Mi Amor» (3 de septiembre de 2003) Telecinco España como Nuria

```
Aquí se puede ver su intervención en el capítulo.

http://www.youtube.com/watch?v=CGGVrDjQgo0
```

- Hermanas (serie de televisión) (1998-1999) Telecinco España
- Periodistas (serie de televisión) (1998-2002) Telecinco España

Papeles Fijos
- Al salir de clase (2000-2001) BocaBoca Producciones / Telecinco España. Como Úrsula Parodi.

Programas
- Club Disney 2 Programas (14 de abril de 2001) (11 de noviembre de 2001) apareció con su grupo Tess
- Gala Inocente, Inocente (2000) Telecinco apareció con su grupo Tess

Otros Trabajos

Pero su licenciatura de periodismo también le ha permitido trabajar como reportera de la gira oficial de juanes con Brugal, así como del festival de música Bilbao BBK Live.

Actualmente Úrsula se ha convertido en colaboradora de la publicación en línea Vintechmagazine http://www.vintechmagazine.com/

Donde escribirá sobre música y moda (otra de sus grandes pasiones).